# شهرستان بی (میشیگان)
شهرستان بی، میشیگان (به انگلیسی: Bay County, Michigan) یک سکونتگاه مسکونی در ایالات متحده آمریکا است که در میشیگان واقع شده‌است.